# Valeri Rozjdestvenski
Valeri Iljitsj Rozjdestvenski (Russisch: Валерий Ильич Рождественский) (Sint-Petersburg, 13 februari 1939 – 31 augustus 2011) was een Russisch ruimtevaarder. Rozjdestvenski’s eerste en enige ruimtevlucht was Sojoez 23 en begon op 14 oktober 1976. Doel van deze vlucht was een koppeling met ruimtestation Saljoet 5. Deze missie is mislukt door een probleem met het automatisch naderingssysteem en de bemanning keerde voortijdig terug naar de Aarde.
Rozjdestvenski werd in 1965 geselecteerd als astronaut en in 1986 ging hij als astronaut met pensioen. Hij ontving meerdere onderscheidingen en titels, waaronder Held van de Sovjet-Unie en de Leninorde.